# André Luiz Tavares
André Luiz Tavares, mais conhecido como Andrezinho (Campinas, 30 de julho de 1983), é um ex-futebolista brasileiro que atuava como meia. Atualmente é coordenador do Nova Iguaçu.

## Carreira

### Flamengo
Andrezinho foi revelado pelo Flamengo, em 2001. Pelo Rubro-Negro, conquistou um Campeonatos Carioca, em 2001, uma Copa dos Campeões, também em 2001 e uma Taça Guanabara, em 2004.

### Pohang Steelers
Andrezinho saiu do clube carioca em março de 2004, para defender o Pohang Steelers, da Coreia do Sul. Em 2007, conquistou o Campeonato Sul-Coreano e foi eleito o melhor jogador da competição.

### Internacional
Em 2008, o meia retornou ao futebol brasileiro. O Nova Iguaçu, que na época era dono de 50% dos direitos federativos de Andrezinho, emprestou o jogador ao Internacional. No tempo em que esteve por empréstimo no Colorado, Andrezinho conquistou os Gauchões de 2008 e 2009, a Copa Sul-Americana de 2008 e a Copa Suruga Bank de 2009, sendo que na última conquista citada, marcou um gol e deu assistência para outro, na decisão contra o Oita Trinita, do Japão, vencida pelo Inter por 2–1.
Após duas temporadas no Internacional, o clube de Porto Alegre acertou em 26 de dezembro de 2009, o direito de compra de Andrezinho, pagando 50% dos direitos federativos do atleta ao Nova Iguaçu. O meia, que renovou seu contrato por 4 anos com o clube, em sua passagem por empréstimo ficou notório pelo "rótulo" de ser o 12º jogador da equipe, substituindo companheiros durante a partida, ou começando o jogo desde o início, no lugar de um jogador lesionado ou suspenso. Andrezinho foi decisivo para o Internacional no período citado, fazendo gols importantes e ajudando muito o clube gaúcho. Para a temporada de 2010, afirmou que pretende perder tal "rótulo" e se firmar de vez no time titular. No entanto, o jogador começou o ano como reserva, ganhando mais tarde, no lugar de Giuliano, a vaga no time titular. Andrezinho teve uma boa participação na Copa Libertadores da América, outro título que conquistou com o Colorado. Foram dele, as assistências contra o Estudiantes para os gols de Gonzalo Sorondo, no Estádio Beira-Rio e Giuliano, no Estádio José Luis Meiszner, que classificaram o Inter para as semifinais da competição, graças à regra do gol fora de casa. Porém, com a saída de Jorge Fossati e a entrada de Celso Roth no comando do time, o atleta continuou por poucas partidas na equipe titular e terminou a temporada como reserva.
Na metade do mês de agosto, o jogador pediu para ir embora do clube. Seu pedido foi negado pela direção. Com a chegada de Dorival Júnior, ele voltou a ser titular ao lado de D'Alessandro, e completou 200 jogos com a camisa do Inter.

### Botafogo
Em dezembro de 2011, Andrezinho acertou com o Botafogo para a próxima temporada.
No Botafogo, Andrezinho conquistou o campeonato carioca de 2013 sendo um jogador importante na criação das jogadas.

### Tianjin Teda
No meio do ano de 2013 acertou com o Tianjin Teda da China.
Em junho de 2015 ele deixou o clube depois de dois anos.

### Vasco da Gama
Em 19 de junho de 2015, Andrezinho foi contratado pelo Vasco da Gama até o final do Campeonato Carioca de 2016.
"O Ronaldinho, se viesse para o Vasco, teria o prazer de jogar com Andrezinho", disse o presidente do Vasco Eurico Miranda após a sua apresentação.
Marcou seu primeiro gol no clássico contra o Fluminense, abrindo o placar para a vitória do Vasco por 2–1. Se firmou rapidamente no time titular do Vasco, sendo um dos principais jogadores do clube e ajudando a equipe na grande reação no campeonato, com objetivo de fugir do terceiro rebaixamento de sua história. Apesar da reação o Vasco não resistiu, e graças ao pior primeiro turno de sua história terminou o campeonato rebaixado.
Em 2016, após a boa largada vascaína no Estadual, com uma elástica vitória por 4–1 sobre o Madureira, Andrezinho elogiou o treinador Jorginho, o qual, segundo ele, se inspira em Guardiola, técnico do Bayern de Munique, na montagem de seus times. Para o meio-campista:
"Esse estilo dele (Jorginho) é muito parecido com Guardiola, guardada às devidas proporções."
Na semifinal do Campeonato Carioca contra o Flamengo, fez o primeiro gol do Vasco na partida. Ajudou o Vasco a ser bicampeão Carioca de maneira invicta, esse foi o seu primeiro titulo pelo clube, após a partida Andrezinho disse que se esse não foi o titulo mais importante da sua vida, foi um dos mais importantes. Entrou para a seleção do torneio ao final da competição como melhor meio campista da competição ao lado do também Vascaino Nenê.
Na partida contra o CRB no estadio Rei Pelé, Andrezinho fez um gol olímpico e virou a partida para o Vasco, que venceu por 2 a 1.
Em 2017, sem oportunidades com o técnico Milton Mendes, Andrezinho foi emprestado ao Goiás.

### Goiás
Em 3 de julho de 2017, foi emprestado ao clube, até o final de 2017. Após o fim de contrato com o Goiás, foi liberado pelo Vasco.

### Nova Iguaçu
Andrezinho foi anunciado pelo Nova Iguaçu em fevereirio de 2018. O jogador atuou por apenas um mês no clube e encerrou sua carreira devido a problemas de lesão. pós se aposentar, o ex-jogador assumiu o cargo de coordenador técnico do clube.

## Seleção Brasileira
Ainda quando defendia o Flamengo, o atleta foi campeão do Sul-Americano Sub-20 de 2001 e do Mundial Sub-20 de 2003 com a Seleção Brasileira da categoria.

## Estatísticas
Até 24 de abril de 2016.

### Clubes
| Clube             | Temporada         | Campeonato nacional | Campeonato nacional | Campeonato nacional | Copa nacional[a] | Copa nacional[a] | Copa nacional[a] | Competições continentais[b] | Competições continentais[b] | Competições continentais[b] | Outros torneios[c] | Outros torneios[c] | Outros torneios[c] | Total | Total | Total   |
| Clube             | Temporada         | Jogos               | Gols                | Assist.             | Jogos            | Gols             | Assist.          | Jogos                       | Gols                        | Assist.                     | Jogos              | Gols               | Assist.            | Jogos | Gols  | Assist. |
| ----------------- | ----------------- | ------------------- | ------------------- | ------------------- | ---------------- | ---------------- | ---------------- | --------------------------- | --------------------------- | --------------------------- | ------------------ | ------------------ | ------------------ | ----- | ----- | ------- |
| Flamengo          | 2001              | 5                   | 0                   | 0                   | —                | —                | —                | —                           | —                           | —                           | 1                  | 0                  | 0                  | 6     | 0     | 0       |
| Flamengo          | 2002              | 15                  | 1                   | 0                   | —                | —                | —                | 7                           | 0                           | 0                           | 36                 | 8                  | 2                  | 58    | 9     | 2       |
| Flamengo          | 2003              | 21                  | 2                   | 0                   | 6                | 1                | 0                | 2                           | 0                           | 0                           | 8                  | 0                  | 0                  | 37    | 3     | 0       |
| Flamengo          | 2004              | —                   | —                   | —                   | 2                | 1                | 0                | —                           | —                           | —                           | 6                  | 0                  | 0                  | 8     | 1     | 0       |
| Flamengo          | Total             | 41                  | 3                   | 0                   | 8                | 2                | 0                | 9                           | 0                           | 0                           | 51                 | 8                  | 2                  | 109   | 13    | 2       |
| Pohang Steelers   | 2004              | 23                  | 6                   | 0                   | 0                | 0                | 0                | —                           | —                           | —                           | —                  | —                  | —                  | 23    | 6     | 0       |
| Pohang Steelers   | 2005              | 18                  | 6                   | 0                   | 0                | 0                | 0                | —                           | —                           | —                           | —                  | —                  | —                  | 18    | 6     | 0       |
| Pohang Steelers   | 2006              | 18                  | 5                   | 0                   | 0                | 0                | 0                | —                           | —                           | —                           | —                  | —                  | —                  | 18    | 5     | 0       |
| Pohang Steelers   | 2007              | 28                  | 2                   | 13                  | 13               | 3                | 0                | —                           | —                           | —                           | —                  | —                  | —                  | 41    | 5     | 13      |
| Pohang Steelers   | Total             | 87                  | 19                  | 13                  | 13               | 3                | 0                | 0                           | 0                           | 0                           | 0                  | 0                  | 0                  | 100   | 22    | 13      |
| Internacional     | 2008              | 23                  | 2                   | 3                   | 1                | 2                | 0                | 7                           | 0                           | 0                           | 0                  | 0                  | 0                  | 31    | 4     | 3       |
| Internacional     | 2009              | 33                  | 6                   | 8                   | 7                | 2                | 2                | 5                           | 1                           | 1                           | 18                 | 8                  | 4                  | 63    | 17    | 15      |
| Internacional     | 2010              | 32                  | 5                   | 1                   | —                | —                | —                | 10                          | 1                           | 3                           | 15                 | 0                  | 3                  | 57    | 6     | 7       |
| Internacional     | 2011              | 24                  | 2                   | 4                   | —                | —                | —                | 9                           | 0                           | 1                           | 12                 | 3                  | 2                  | 45    | 5     | 7       |
| Internacional     | Total             | 112                 | 15                  | 16                  | 8                | 4                | 2                | 31                          | 2                           | 5                           | 45                 | 11                 | 9                  | 196   | 32    | 32      |
| Botafogo          | 2012              | 32                  | 8                   | 6                   | 3                | 0                | 1                | 2                           | 0                           | 0                           | 12                 | 0                  | 3                  | 49    | 8     | 10      |
| Botafogo          | 2013              | 3                   | 0                   | 0                   | 2                | 1                | 0                | —                           | —                           | —                           | 6                  | 1                  | 1                  | 11    | 2     | 1       |
| Botafogo          | Total             | 35                  | 8                   | 6                   | 5                | 1                | 1                | 2                           | 0                           | 0                           | 18                 | 1                  | 4                  | 60    | 10    | 11      |
| Tianjin Teda      | 2013              | 14                  | 1                   | 7                   | —                | —                | —                | —                           | —                           | —                           | —                  | —                  | —                  | 14    | 1     | 7       |
| Tianjin Teda      | 2014              | 28                  | 7                   | 7                   | 1                | 0                | 0                | —                           | —                           | —                           | —                  | —                  | —                  | 29    | 7     | 7       |
| Tianjin Teda      | 2015              | 15                  | 3                   | 4                   | —                | —                | —                | —                           | —                           | —                           | —                  | —                  | —                  | 15    | 3     | 4       |
| Tianjin Teda      | Total             | 57                  | 11                  | 18                  | 1                | 0                | 0                | 0                           | 0                           | 0                           | 0                  | 0                  | 0                  | 58    | 11    | 18      |
| Vasco da Gama     | 2015              | 21                  | 1                   | 3                   | 1                | 0                | 0                | —                           | —                           | —                           | —                  | —                  | —                  | 22    | 1     | 3       |
| Vasco da Gama     | 2016              | 0                   | 0                   | 0                   | 1                | 0                | 0                | —                           | —                           | —                           | 14                 | 2                  | 0                  | 15    | 2     | 0       |
| Vasco da Gama     | Total             | 21                  | 1                   | 3                   | 2                | 0                | 0                | 0                           | 0                           | 0                           | 14                 | 2                  | 0                  | 37    | 3     | 3       |
| Total na carreira | Total na carreira | 353                 | 57                  | 56                  | 37               | 19               | 3                | 42                          | 2                           | 5                           | 128                | 22                 | 15                 | 560   | 91    | 79      |

- a. ^ Jogos da Copa do Brasil, Copa da Coreia do Sul, Copa da Liga da Coreia do Sul e Copa da China
- b. ^ Jogos da Copa Mercosul, Copa Libertadores da América, Copa Sul-Americana, Recopa Sul-Americana e Copa Suruga Bank
- c. ^ Jogos do Campeonato Carioca, Torneio Rio-São Paulo, Copa dos Campeões, Taça Desafio 50 anos da Petrobras, Campeonato Gaúcho, Taça Fronteira da Paz e Copa do Mundo de Clubes da FIFA

### Seleção Brasileira
Abaixo estão listados todos jogos e gols do futebolista pela Seleção Brasileira, desde as categorias de base. Abaixo da tabela, clique em expandir para ver a lista detalhada dos jogos de acordo com a categoria selecionada.
Sub-17
| Ano   |       |      |         |       |
| Ano   | Jogos | Gols | Assist. | Média |
| ----- | ----- | ---- | ------- | ----- |
| 1999  | 0     | 0    | 0       | 0     |
| Total | 0     | 0    | 0       | 0     |

Sub-20
| Ano   |       |      |         |       |
| Ano   | Jogos | Gols | Assist. | Média |
| ----- | ----- | ---- | ------- | ----- |
| 2001  | 0     | 0    | 0       | 0     |
| 2003  | 6     | 0    | 0       | 0     |
| Total | 6     | 0    | 0       | 0     |

Sub-23 (Olímpico)
| Ano   |       |      |         |       |
| Ano   | Jogos | Gols | Assist. | Média |
| ----- | ----- | ---- | ------- | ----- |
| 2003  | 4     | 1    | 0       | 0,25  |
| Total | 4     | 1    | 0       | 0,25  |

| Nº | Data                  | Competição       | Local        |               | Placar | Adversário      | Gols | Ref.   |
| -- | --------------------- | ---------------- | ------------ | ------------- | ------ | --------------- | ---- | ------ |
| 1  | 14 de janeiro de 2003 | Torneio do Qatar | Doha (Qatar) | Brasil Sub-23 | 1 – 1  | Noruega Sub-23  | 0    | [ 11 ] |
| 2  | 20 de janeiro de 2003 | Torneio do Qatar | Doha (Qatar) | Brasil Sub-23 | 1 – 1  | Egito Sub-23    | 0    | [ 12 ] |
| 3  | 22 de janeiro de 2003 | Torneio do Qatar | Doha (Qatar) | Brasil Sub-23 | 3 – 2  | China Sub-23    | 0    | [ 13 ] |
| 4  | 24 de janeiro de 2003 | Torneio do Qatar | Doha (Qatar) | Brasil Sub-23 | 4 – 2  | Alemanha Sub-23 | 1    | [ 14 ] |

## Títulos
Flamengo
- Copa dos Campeões: 2001
- Campeonato Carioca: 2001, 2004
- Taça Guanabara: 2001, 2004
- Taça Capitão José Hernani de Castro Moura: 2002

Pohang Steelers
- Campeonato Sul-Coreano: 2007

Nova Iguaçu
- Copa Rio: 2008

Internacional
- Levain Cup/CONMEBOL: 2009
- Copa Libertadores da América: 2010
- Copa Sul-Americana: 2008
- Recopa Sul-Americana: 2011
- Campeonato Gaúcho: 2008, 2009, 2011
- Copa FGF: 2009, 2010
- Taça Fernando Carvalho: 2009
- Taça Fábio Koff: 2009, 2010
- Taça Farroupilha: 2011

Botafogo
- Campeonato Carioca: 2013
- Taça Guanabara: 2013
- Taça Rio: 2012, 2013

Vasco da Gama
- Campeonato Carioca: 2016
- Taça Guanabara: 2016
- Taça Rio: 2017

Seleção Brasileira
- Copa do Mundo FIFA Sub-20: 2003
- Campeonato Sul-Americano Sub-20: 2001
- Copa do Mundo FIFA Sub-17: 1999

### Prêmios individuais
- Melhor jogador do Campeonato Sul-Coreano: 2007[15]
- Melhor jogador do Copa Suruga Bank: 2009[16]
- Seleção do Campeonato Carioca: 2016

### Artilharias
Internacional
- Copa Suruga Bank de 2009: 1 gol em 1 jogo